# خايمي دوك
خايمي دوك (بالإسبانية: Jaime Duque)‏ هو مبارز بالسيف كولومبي، ولد في 2 يونيو 1931 في Líbano, Tolima ‏ في كولومبيا.

## وصلات خارجية
- خايمي دوك على موقع أوليمبيديا (الإنجليزية)